# Pseudamnicola klemmi
Pseudamnicola klemmi é uma espécie de gastrópode  da família Hydrobiidae.
É endémica de França.